# Daňová spravedlnost
Daňová spravedlnost, ač velmi relativní pojem, je považován za jeden ze základních požadavků na daňový systém. Nejvíce diskutovaná je v souvislosti s přímými daněmi, zejména pak s daní z příjmů fyzických osob. Daňovou spravedlnost však lze diskutovat i v souvislosti s nepřímými daněmi, například u DPH na dětské pleny, potraviny, léky nebo knihy.
Daňová spravedlnost se rozumí horizontální a vertikální:
- horizontální znamená, že zdaněni jsou všichni na stejné úrovni příjmů stejně. Tento princip bývá narušován výjimkami z daní: Malusy, bonusy, slevami a příspěvky, např. příspěvkem na děti, bydlení, slevou podle počtu dětí, odpočtem úroků z hypotéky apod.
- vertikální pak že čím vyšší jsou příjmy daňového subjektu, tím vyšší jsou (mají být) jeho daně, jeho daňová povinnost jako spočtená suma peněz.

## Daňové sazby přímých daní
Vertikální daňová spravedlnost může být chápána různě. Napadán bývá princip výpočtu daní z příjmů, který lze přirovnat například k různým stupňům polynomu nebo Taylorova rozvoje.

### Společná procentní sazba
Při zdanění jednou procentní sazbou společnou pro všechny hovoříme o tzv. rovné dani (nezaměňovat za pojem jednotná daň). Ačkoli tento pojem bývá chápan různě, nejčastější pojetí je, že při tomto způsobu zdanění různí poplatníci platí na daních z příjmu různé částky: Proporcionálně k výši jejich příjmů.

### Daňová povinnost jako konstantní částka
Jiným chápáním pojmu rovná daň je požadavek na rovnost samotných peněžních částek odváděných státu na daních: Daň pak podle tohoto chápání není proporcionální příjmům, nýbrž konstantní částkou, nazývanou též "daň z hlavy" nebo "daň na hlavu". Argumentem proti proporcionální sazbě je, že jsme všichni jen lidé, a různé částky porušují princip rovnoprávnosti a rovných příležitostí. Nebo naopak, že zdanění je vlastně forma násilí státu na obyvatelích, proporcionalita daní procentní sazbou tedy zavádí pro různé lidi různé tresty. Proměnnost daní je tedy popisována jako trest za snahu, např. libertariány bývá kritizován demotivační vliv takovýchto proměnlivých daní.
Nejrovnostářštějším názorem na zdanění obecně, a tedy i na daň z příjmu, je ta, že jakékoli zdanění je apriori násilím a jako takové je už z definice nespravedlivé. Například podle anarchokapitalistů mají být daně nejen konstantní, ba přímo nulové. Zdanění nemusí být odmítáno obecně: Konkrétně daň z příjmů fyzických osob se podle Strany svobodných občanů má úplně zrušit. To ovšem i z jiných důvodů, než kvůli nespravedlnosti: Spíše pro neefektivitu a notoricky kritizovanou celosvětovou neschopnost států při výběru této daně, kdy náklady na její výběr spolknou veškerý obnos takto vybraný.

### Zdanění bohatých rostoucími procentními sazbami

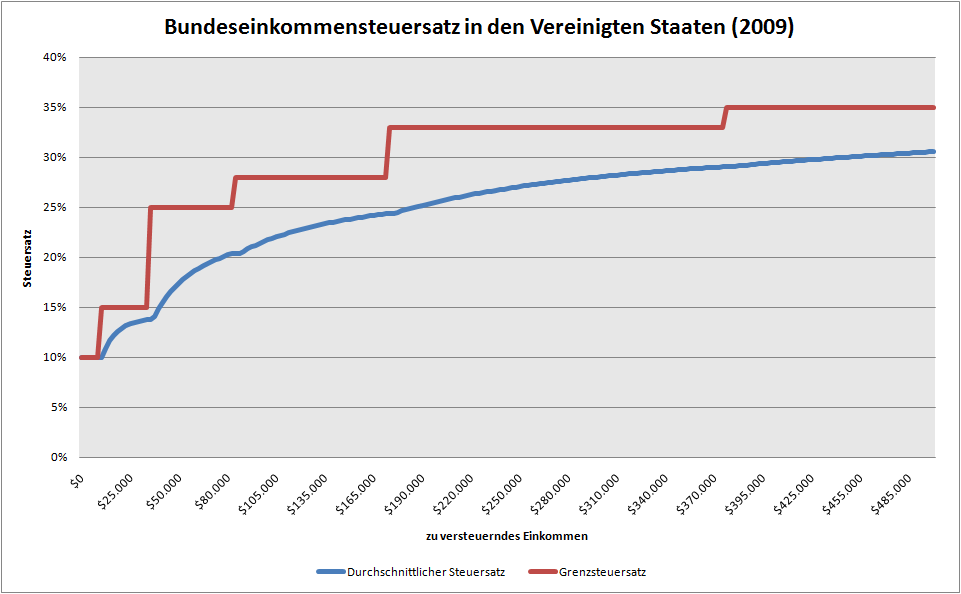
Příklad systému sazeb daně z příjmů v USA z roku 2009, stoupajících v závislosti na výši příjmů, červeně.

Opačným myšlenkovým směrem je přesvědčení, že už samou existencí lidí s "vyšším příjmem" vzniká nespravedlnost a že jde o riziko porušení sociálního smíru. Pro řešení takovéto nespravedlivé situace navrhují zejména komunisté a socialisté tzv. progresivní zdanění. Jde o myšlenku, že při dosažení určité výše ročního příjmu poplatníka se má sazba zdanění pro další jeho příjmy skokově zvýšit. Dokonce by se prý měla zvyšovat i několikrát: při dosahování dalších nastavených stupňů ročních příjmů.
Takto navržené sazby pak lze znázornit graficky jako schody. Z takovéto schodovité monotónní diferenciální definice lze odvodit i integrální výsledek: Znázornění navrhované částky peněz k zaplacení na daních v závislosti na velikosti ročního příjmu poplatníka by vypadalo jako spojitá prostá konvexní rostoucí lomená lineární funkce. Při vícero bodech zlomů sazeb by se taková lomená čára dala aproximovat hladkou funkcí podle Taylorova rozvoje, například parabolou.
Argumenty na podporu takového systému zdanění jsou zejména snížení daňové zátěže nižších příjmových skupin v neprospěch bohatších vrstev společnosti, které ovšem nejsou v existenciálním ohrožení: Vždyť po celý středověk se daně týkaly jen šlechty, která je odváděla králi, kdežto poddaní daňové povinnosti nepodléhali celá staletí. Zdanění střední třídy a i chudých je "výdobytek" až moderního věku. Dále je argumentováno zmiňovaným sociálním smírem a nutností přerozdělování od bohatých k chudým, například kvůli narovnání kapitalistického vykořisťování a navrácení pracujícím takto odebrané nadhodnoty.
Kritika takové představy je postavena na několika argumentech: Zdanění bohatších je v rozporu s libertariánským přístupem k rovnosti, jak již byl zmíněn výše, a neopodstatněností socialistického rovnostářství. Dále je také rozporována sama nutnost určit hraniční částky, při kterých se změní sazba, jakož i sazby samotné, že není, jak tyto hodnoty určit: Neměly by argumentační opodstatnění, že by byly vždy jen "výstřelem od boku", kterákoli jiná hodnota by byla stejně dobrá, resp. špatná. Dalším argumentem proti je proměnlivost ekonomické situace, kdy je zpochybňována právě sama nutnost konkrétní absolutní částky: Přinejmenším díky inflaci by se pro zachování stejného účinku v čase, rok od roku, takové uměle nastavené hodnoty musely pravidelně valorizovat. To nejen komplikuje zákonodárství a požaduje "udržovací" administrativní úřednická rozhodnutí, ale navíc způsobuje i peněžní náklady jak na straně státu, tak i na straně občanů a firem. Zavedení a provoz takového zdaňovacího systému by přineslo náklady na množství úředníků FÚ, jejich zaškolení, tak i nutnost implementace SW informačních systémů. Na straně firem podobně: Vzhledem k faktu, že za zaměstnance daně odvádí zaměstnavatel, tzv. srážkou u zdroje, měla by takto složitá a proměnlivá struktura daní zásadní vliv na zpomalení ekonomiky národa a HDP, zato také na další zvyšování centralismu, množství úředníků a tedy na neefektivitu státního aparátu. Liberálové (v evropském pojetí) navíc podezřívají socialisty z přílišného zjednodušování, že si socialisté neuvědomují, že jednotná sazba daně už znamená, že bohatší platí více. A prý proto socialisté požadují "dvojitý růst" daní bohatým, z nepochopení, což vede na nejen rostoucí daně bohatých, ale dokonce ještě k jejich zrychlování, podle divergující křivky. Nejen, že bohatí s potenciálně nekonečným příjmem by platili potenciálně nekonečné daně, a to už při rovné dani bez progrese, ale u progresivního zdanění by od určitého příjmu a při agresivně nastavené progresi museli tito bohatí odvádět 100% svých dalších příjmů, tedy všechny další příjmy. Jenže bohatí odejdou i s celým svým bohatstvím jinam, a to ještě mnohem dříve než této hranice dosáhnou. Takže progrese je ve výsledku kontraproduktivní, jak ukazuje i Lafferova křivka, obzvlášť při současné už tak téměř 50% daňové zátěži poplatníků, jak ukazují statistiky ke dni daňové svobody.

## Daňová spravedlnost v České republice
Pro pochopení daňové spravedlnosti v České republice je důležité pochopit několik reálií ČR. V současné chvíli je příjem v ČR daněný dvojím způsobem.
- 15 % pro část základu daně do 48násobku průměrné mzdy
- 23 % pro část základu daně přesahující 48násobek průměrné mzdy.

Ve většině vyspělých zemí světa je zavedeno více daňových sazeb, což s sebou přináší vyšší progresivní zdanění. I v ČR tomu tak v minulosti bylo, např. v roce 2007 byly čtyři daňové sazby – 12 %, 19 %, 25 % a 32 %. Nejvyšší daňové sazbě přitom podléhaly roční zdanitelné příjmy nad 331 200 Kč. Důležitou změnou v českém daňovém systému bylo zrušení superhrubé mzdy. Změna superhrubé mzdy v České republice znamená, že od roku 2021 se zrušilo zdanění z takzvané superhrubé mzdy, což byl původní výpočetní základ pro daň z příjmů zaměstnanců. Místo toho se nyní daň vypočítává přímo z hrubé mzdy. Tato změna měla snížit daňové zatížení pro většinu zaměstnanců, zvýšit jejich čisté příjmy a zjednodušit celý systém výpočtu daní. Sazba daně z příjmu fyzických osob se tímto krokem standardizovala na 15 % z hrubé mzdy. V tomto novém řežimu se namísto výpočtu používal vzorec základ daně x 1,338 x daňová sazba. To znamená, že v novém režimu je vzrostl disponibilní příjem lidem s příjmem do 48násobku o 5,07% a lidem s příjmem přesahující 48násobek o 7,78%.

### Rozpoložení nerovností v České republice
Rozpoložení nerovností v České republice. Přesto, že má ČR k roku 2021 velmi nízkou příjmovou nerovnost a Giniho koeficient 26,2, v porovnaní s průměrem EU 30,2, tak v České republice je vysoká majetková nerovnost, kdy nejbohatších 20% populace vlastní 80,5% čistého majetku. Díky této struktuře jsou schopni bohatší lidé přesouvat příjem do aktiv, která jsou daněná relativně nižšími sazbami, oproti sazbám na stejná aktiva v zemích OECD. Těmito aktivy jsou například akcie, kde je sazba 23%, ale osvobozeny jsou příjmy z prodeje cenných papírů, jejichž úhrn u vás nepřesáhne ve zdaňovacím období částku 100 000 Kč, nebo pokud je doba mezi nabytím (nákupem) a prodejem cenného papíru delší než 3 roky, dividendy, kde je sazba 15%, či investice do nemovitostí, kde se při prodeji daní zisk 15% sazbou a daň z nemovitosti, kde se sazba vypočítává z druhu nemovitosti, výměry nemovitosti, koeficientu dle velikosti obce a místního koeficientu, podíl dani z nemovitostí jako podíl na soukromém kapitálu je tato daň 0.09% ceny nemovitosti, průměr EU je přitom 0,41%.

### Švarc systém
Dalším způsobem zvyšovaní daňové nespravedlnosti v ČR je tzv. Švarc systém, systém ekonomické činnosti, při které osoby vykonávající pro podnikatele běžné činnosti v závislém vztahu nejsou jeho zaměstnanci, ale formálně vystupují jako samostatní podnikatelé (osoby samostatně výdělečně činné, zpravidla živnostníci). Tyto subjekty mohou uplatnit do příjmu jednoho milionu korun paušální daň ve výši 5469Kč měsíčně, sazba daně je tedy při příjmu jednoho milionu korun 6,56%.
Vztah daňové spravedlnosti je často diskutován v souvislosti v vyšším reálným zdaněním nízkopříjmových skupin, především z důvodu, že vyšší část jejich disponibilního příjmů je využívána na potřebné výdaje, které jsou daněny daní z přidané hodnoty a tudíž je jejich životní základ daněn vyšší sazbou než u osob, které mají příjem vyšší a využívají nižší část a základní vyžití.
Praktikování Švarc systému je na jednu stranu pro zaměstnavatele i zaměstnance finančně výhodné, případně se těmito praktikami mohou vyhnout příliš svázané dikci pracovního zákoníku. Nejčastěji se Švarc systém objevuje v oblastech jako stavebnictví nebo pohostinství. Nevýhodou ale na druhou stranu může být přenos téměř veškeré administrativy ze zaměstnavatele na takto zastíraného zaměstnance. Pracující osoba rovněž nemá nárok na placenou dovolenou, která mu podle pracovního zákoníku náleží. V neposlední řadě však přichází o množství dalších zaměstnaneckých benefitů - přestávka na oběd, zákonné pojištění zaměstnavatele v případě pracovního úrazu nebo kupříkladu nařízením vlády stanovená minimální mzda.

### Daňové ráje
Další značný problém protichůdný daňové spravedlnosti představují Daňové ráje. Především z důvodů, že umožňují jednotlivcům i korporacím legálně snižovat své daňové zatížení prostřednictvím přesouvání zisků do zemí s nízkými nebo nulovými daňovými sazbami. Toto chování nejenže vede k významným daňovým únikům, ale také zatěžuje domácí ekonomiky tím, že omezují finanční zdroje dostupné pro veřejné výdaje a investice. V reakci na to mezinárodní organizace, jako je OECD, usilují právními kroky o reformy, které by omezily využívání daňových rájů a podpořily transparentnost a spravedlivé rozdělení daňové zátěže.

#### Společnosti dle sídla
Je třeba rozlišit mezi tzv. offshore společností a tzv. onshore společností. První zmíněné subjekty podnikají na území jiných států, ale v daňovém raji mají pouze své registrované sídlo. Z důvodu koncepcei daňového systému a právního řádu v daném daňovém ráji ve většině případů platí společnosti pouze paušální daňové poplatky, které jsou v porovnání se zeměmi působnosti společnosti zanedbatelná. Jelikož některé daňové ráje poskytují offshorovým subjektům značnou míru anonymity ve vlastnických strukturách dané společnosti, jsou tyto společnosti často spojovány s kontroverzemi a obviněnními ohledně úniků daní a legalizace výnosů z trestné činnosti. Příčinou pro to je také mimo jiné nedostatečný a netransparentní dohled nad finančním trhem a nad finančními transakcemi v daných státech. Na druhou stranu je nutné podotknou, že zastánci systému offshore firem argumentují tím, že dané postupy jsou v jurisdikcích daňových rájů legální. Dle zastánců přístupu offshore subjektů se pouze jedná o legitimní nástroj pro diverzifikaci investičních portfolií pro případnou ochranu majetku před nežádoucím zásahem garnitur a věřitelů.
V případě onshore společností není sídlo umístěno na území jurisdikce daňového ráje, ale naopak právnická osoba sídlí na území své domácí ekonomice, kde je vedena běžně ve veřejných rejstřících (například Obchodní rejstřík v případě České republiky). K optimalizaci své daňové povinnosti pak takovéto firmy využívají pouze nástroje dostupné v oblasti finančního práva domovské jurisdikce.

#### Evidence daňových rájů
Mezi nejuznávanější subjekty mezinárodního práva, které se definováním daňových rájů zabývají, se řadí OECD (Organisation for Economic Co-operation and Development) a FATF (Financial Action Task Force). OECD již od roku 1998 sestavuje veřejně přístupné seznamy, které jsou publikovány dle kritérií nastavených samotnou OECD pro identifikaci daňových rájů. Mezi typické příklady lze uvést malé ostrovní státy, jako jsou Kajmanské ostrovy, Bermudy nebo Barbados. Dále se ale jedná kupříkladu i o Lichtenštejnsko nebo Monako. Je vcelku paradoxní, že podmínky pro splnění definice daňového ráje nikdy v historii nesplnil žádný členský stát OECD, a to přestože mnohé z členských zemí mají jurisdikci v ohledu korporátních daňových podmínek nastavenou velmi benevolentně - kupříkladu Irsko, Lucembursko, Nizozemí nebo Švýcarsko.

#### Mediální kauzy související s daňovými ráji
V nedávné historii se v rámci mediálního prostoru rozkývají daňové úniky v čím dál častěji než dříve. Níže je uvedeno několik známých případů:

##### Lichtenštejnská daňová aféra (2008)
Roku 2008 si německá rozvědka pomocí podplaceného informátora zajistila přístup do archivních materiálů lichtenštejnské banky LGT Treuhand. Díky těmto získaným dokumentům došlo k rozkrytí dlouhotrvající trestné činnosti a ilegální daňové optimalizace i v dalších evropských zemích, Austrálii nebo Kanadě.

##### Offshore leaks (2013)
V průběhu roku 2013 publikovalo ICIJ (Mezinárodní konsorcium investigativních novinářů) veřejně dostupnou databázi, na které se objevilo přibližně 130 tisíc profilů lidí ze zhruba 170 států, tedy téměř z celého světa. Ze zveřejněných dat vyplynulo, že čínské offshore společnosti cílí své daňové úniky na Britské panenské ostrovy, zatímco subjekty s původem v Ruské federaci se uchylují k přemisťování svých sídel na území Kypru.

##### Panama Papers (2015)
Roku 2015 uniklo celkem téměř 12 milionů dokumentů, které pojednávaly o 215 tisících offshore subjektech. Činnost některých právnických osob byla zmapována až do doby sedmdesátých let minulého století. Po téměř roční analýze obrovského množství dokumentace a dat, vyšlo na povrch několik korupčních a neetických praktik. Mezi nejvýznamnější osobnosti, které byly spojeny s Panama Papers, patřili politici jako například bývalý britský premiér David Cameron, ruský prezident Vladimir Putin, a mnoho dalších. Tento únik dat vyvolal mezinárodní rozruch a vedl k vyšetřováním a odhalením mnoha případů finančního podvodu a korupce.

##### Paradise Papers (2017)
V kooperaci s německým deníkem Süddeutsche Zeitung a ICIJ se v listopadu roku 2017 podařilo rozkrýt činnost právnické firmy Appleby, která se specializuje na poradenství v oblasti offshore struktur a daňové optimalizace. Mezi nejvýznamnějšími osobnostmi spojenými s Paradise Papers byli například britská královská rodina, americký ministr obchodu Wilbur Ross nebo ruský oligarcha Jurij Šuvalo. Mezi konkrétní odhalení patřila například údajná investice britské královské rodiny do offshore společnosti, účast amerického ministra obchodu Wilbura Rosse na obchodních aktivitách s ruskými oligarchy, a další. Tyto informace vyvolaly rozruch jak v politických kruzích, tak i veřejnosti, a vedly k tlaku na vyšetřování a přijetí opatření k potlačení daňových úniků a korupce, a to i například na harmonizační úrovni v rámci Evropské unie.

##### Pandora Papers (2021)
Pandora Papers, data uniklá v říjnu roku 2021, představovaly zásadní průlom v tom, že odhalily podíl 35 světových lídrů a významných politických osobností a více než 100 miliardářů, celebrit a významných jednotlivců v oblasti byznysu na offshore strukturách. Mezi zmiňovanými vlivnými osobnostmi byl uveden i podnikatel, politik a bývalý premiér České republiky - Andrej Babiš. Babišovo podnikatelské impérium využívalo složité sítě offshore subjektů a trustů k optimalizaci daňové povinnosti a k ochraně majetku, jelikož tyto struktury byly umístěny v daňových rájích jako Kypr nebo Britské Panenské ostrovy.
V návaznosti na vydání Pandora Papers se Evropský parlament dne 15. června 2023 usnesl na tom, že EU jakožto celek pochybila v boji proti daňovým únikům.

#### Význam daňových rájů
Podle sestavovaného Financial Secrecy Indexu zůstává nezdaněno nebo odvedeno do míst s extrémně nízkou daňovou zátěží historicky něco mezi 21 a 32 biliony amerických dolarů. Autoři indexu podotýkají, že mnohé ekonomické problémy některých evropských států jako Řecko, Itálie a Portugalsko byly částečně způsobeny desítkami let trvajících daňových úniků a vytěsňování finančních prostředků z domovských států prostřednictvím offshore systémů.

### Daňové břemeno zaměstnanců
Daňové břemeno zaměstnanců v ČR dosáhlo v roce 2023 hodnoty 61,27%. V rámci daňového břemena zaměstnanců jsou zahrnuty také vynutitelné platby, které česká právní úprava nenazývá striktní "daní", ale jde například o sociální a zdravotní pojištění, které jsou ze své povahy platbami nekonsensuálními. Některé platby v rámci nastavení daňového mixu ČR se však mezi různými regiony a jednotlivci podstatně liší. Výsledná výše zmíněná hodnota byla tudíž vypočítána postupným odečítáním daní podle jejich povahy od celkové průměrné měsíční mzdy, v jakém pořadí jsou placeny. Nejdříve je tedy od superhrubé mzdy zaměstnance odečteno zdravotní a sociální pojištění, až následně daň z příjmu. V další etapě jsou odečítány majetkové a spotřební daně. Výpočet je zakončen započítáním podnikatelské daně, která se rovněž promítá do cen zboží a služeb, které jsou hrazeny koncovým zákazníkem.
Takto vysoká míra daňového zatížení může být považována za problematickou vzhledem k daňové spravedlnosti, zejména pokud výše daní a odvodů neodpovídá kvalitě veřejných služeb, které občané dostávají. To může vést k pocitům nerovnosti a neefektivní redistribuci zdrojů, což vyvolává diskuse o potřebě reformy daňového systému, která by mohla zahrnovat přehodnocení daňových sazeb a struktury odvodů, aby bylo dosaženo vyšší míry spravedlnosti a efektivity.

## Efektivní daňové sazby nadnárodních podniků v EU
Efektivní daňové sazby (Effective tax rates - ETRs) nadnárodních podniků (Multinational enterprises - MNEs) v EU

### Nižší ETRs než nominální sazby
Daňové sazby pro MNEs v EU jsou často mnohem nižší než nominální daňové sazby. Například Lucembursko má ETR pouze 2,2 %, což je výrazně nižší než jeho nominální sazba 29,1 %. Tento rozdíl naznačuje, že MNEs jsou schopny využívat strategie daňového plánování ke znatelnému snížení svých daňových zátěží, což vyvolává obavy týkající se daňové spravedlnosti a rovnosti. Kromě toho má Německo, největší ekonomika EU, jednu z nejvyšších rozdílů v procentních bodech (19,6 % oproti 29,5 %). Na druhou stranu některé země vykazují ETRs srovnatelné s jejich nominálními sazbami, včetně Ukrajiny (ETR 20,2 % oproti nominální sazbě 20,2 %), Bulharska (9,5 % oproti 10 %) nebo Slovenska (20,2 % oproti 21 %). Skutečnost, že ETRs jsou většinou nižší než zákonné sazby, je přirozená vzhledem k daňovým prázdninám a dalším daňovým ustanovením, která způsobují, že ETRs jsou nižší než nominální sazby, a zajímavé je, že výsledky ukazují, jak velké jsou rozdíly mezi jednotlivými zeměmi.

### Regresivní zdanění MNEs
Větší MNEs mají tendenci mít nižší efektivní daňové sazby, což naznačuje regresivní daňový systém, kde by menší podniky mohly nést relativně vyšší daňové břemeno. To by mohlo narušit konkurenci a hospodářskou efektivnost a penalizovat menší, možná inovativnější společnosti.

### Geografické rozdíly v zdanění
Významné rozdíly v ETRs mezi členskými státy EU naznačují, že některé země se mohou účastnit daňové soutěže, aby přilákaly MNEs nabídkou výhodných daňových podmínek. Země jako Maďarsko, Bulharsko a Kypr také vykazují nižší ETRs, což by mohlo ohrozit cíle EU ohledně fiskální harmonizace.

### Daňové úniky a politika EU
Je potřeba reforem v celé EU, aby bylo možné omezit daňové úniky. Byly navrženy opatření jako veřejné zprávy o zemích a společný konsolidovaný základ daně z korporátních příjmů, které mají zvýšit transparentnost a spravedlnost. Tato opatření však čelí odporu členských států, což poukazuje na výzvu koordinace daňové politiky v unii s rozmanitými ekonomickými zájmy.

### Návrh na minimální efektivní korporátní daňové sazby
Vzhledem k významným rozdílům v ETRs a probíhající soutěži mezi státy o nabídku nižších sazeb byla navržena EU zavést minimální efektivní korporátní daňové sazby. To by pomohlo zabránit „závodům ke dnu“ a zajistit, že všechny MNEs přispějí spravedlivě na veřejné financování. Dopad na rozpočet EU a financování členských států: Nižší než očekávané daňové příspěvky od MNEs v důsledku agresivní. V posledních letech navrhla EU klíčové reformy k omezení daňových úniků velkých nadnárodních společností v Evropě, jako je veřejné zpravodajství o zemích a společný konsolidovaný základ daně z korporátních příjmů, tyto návrhy však byly v Radě zablokovány členskými státy. Skupina Zelených/EFA v Evropském parlamentu vyzývá členské státy EU, aby ukončily tuto blokádu a schválily potřebné reformy bez dalšího odkladu. V EU je dlouhodobá touha po minimalní 15% korporatní dani, avšak, naposled V červnu 2022, Maďarsko zablokovalo návrh Evropské unie na zavedení minimální korporátní daňové sazby ve výši 15 % pro všechny členské státy.